# 天草航空
天草航空（日語：天草エアライン）是日本一間航空公司，總部位於九州的熊本縣天草市。公司主要經營區域航線，來往天草飛行場。公司於1998年10月9日成立，2000年3月23日天草機場啟用時開始營運。公司為第三部門方式組成，約80%股權由熊本縣（出資比例53.31%）、天草市（出資比例22.92%）、上天草市（出資比例2.73%）及苓北町（出資比例1.2%）所擁有，而其餘20%為民間企業擁有。
目前，天草航空公司營運天草－福岡線、天草－熊本線、熊本－大阪/伊丹線。天草航空公司過去曾飛航神戶機場和松山機場。
此外，天草航空公司也負責天草飛行場的管理業務。公司的員工身兼多職，負責保安管理和清潔等各項業務。

## 概要
該公司僅有一架螺旋槳飛機，為全日本機隊規模最小的航空公司，從2000年營運開始，第一年因為九州電力在苓北町苓北發電廠2號機興建工程的人員運輸需求，福岡至天草載客人次達6萬7千多人次而有不錯的80%載客率。相較於陸路約4小時30分鐘的路程，天草至福岡航線因僅需約30分鐘的飛行時間，時間上有大幅優勢，成為高需求量的航線。但在2003年工程完工後，載客量減少，載客率僅6成而出現虧損。到2007年時已難再從銀行取得新的融資，需由地方政府撥款補助。
2009年時，曾在日本航空飛機整備工場擔任工場長的奧島透接任公司的總經理（社長）。他提出多項改革措施，且為了凝聚員工向心力，每個月會有一天在首班航班起飛前由全公司員工動手清洗飛機。改革後公司當年度已出現盈餘。
不過九州新幹線鹿兒島中央站至熊本與博多區間於2011年3月12日通車，開始直通運行至新大阪站。為了應對新幹線的競爭，天草航空開通了在旅行時間上具有優勢的熊本—大阪/伊丹航線。
雖然航線少飛機小，但靠著親和力和在地認同及近年來推廣天草市一帶的觀光，天草航空始終能維持穩定的載客量。全公司僅58人，其中包含五名空服員。由於員工人數過少，空服員還要兼職飛機內部機艙清潔，總務及營運等管理部門的員工以及社長等管理階層還會支援飛機起飛前與抵達時的地勤工作，甚至社長親力親為幫忙搬行李。
2010年6月，擔任天草航空董事的作家暨電視節目主持人小山薰堂向奧島透建議設立Facebook專頁，與一般航空公司由公關部門經營的社群專頁不同的是，公司內許多平常工作及活動的記事都由員工自由撰寫張貼於Facebook。
自 2015 年（平成 27 年）4 月 1 日起，所有航班與日本航空進行代碼共享 。
2015 年 11 月 15 日，該公司在其 Facebook 專頁上宣布已取得 IATA 代碼「MZ」。MZ」是取自公司客機的愛稱「みぞか（Mizoka）」，也是從三個備選方案的首選。
天草航空開航以來一直僅使用一架飛機營運 。 2016年（平成28年）2月20日更新了航機。
因應日本全國人口減少與航空旅客量持續下滑，日本國土交通省於2017年召開「永續地域航空研討會」，會議報告建議航空公司共同持有飛機並進行經營整合，並於2018年3月提出最終總結草案。由此，AMX、ORC、JAC與ANA、JAL於2019年10月共同成立了「地域航空服務聯盟有限責任事業組合」。
天草航空基本上每日皆有航班，但由於僅擁有一架飛機，因此需執行「天草→福岡→天草→熊本→大阪/伊丹→熊本→天草→福岡→天草→福岡→天草」的密集航程。其中，熊本航線和大阪/伊丹航線以及福岡航線的其中一個往返航班，不定期（每月約2-3次）停飛。以前天草航空使用DHC-8型飛機時，若飛機需要大修，則所有航班停飛將近一個月。然而更換為ATR42型飛機後，天草航空在自有飛機大修期間，可以向日本空中通勤（JAC）租借同型飛機，解決了長期停飛的問題。儘管如此，維修期間仍僅有一架飛機營運。若飛機在營運中損壞或故障，可能需要數天的修復和維護，而需取消航班[。此外，組員訓練或審查也可能導致航班取消。
天草－熊本航線與熊本－大阪/伊丹航線，嚴格來說是不同航線，但天草航空設定了「特別轉乘折扣票價」，僅適用於當日轉機（不可在熊本中途下機），讓旅客可以一路從天草搭機至大阪/伊丹。

## 服務
天草航空經營的定期航線如下（截至2024年11月）：
- 天草⇔福岡(每日三班)
- 天草⇔熊本(每日一班，與熊本=大阪線串飛)
- 熊本⇔大阪伊丹(每日一班，與天草=熊本線串飛)
- 天草⇔熊本⇔大阪伊丹(每日一班)

## 機隊
運用1架客機和防災消防直升機。
ATR 42-600

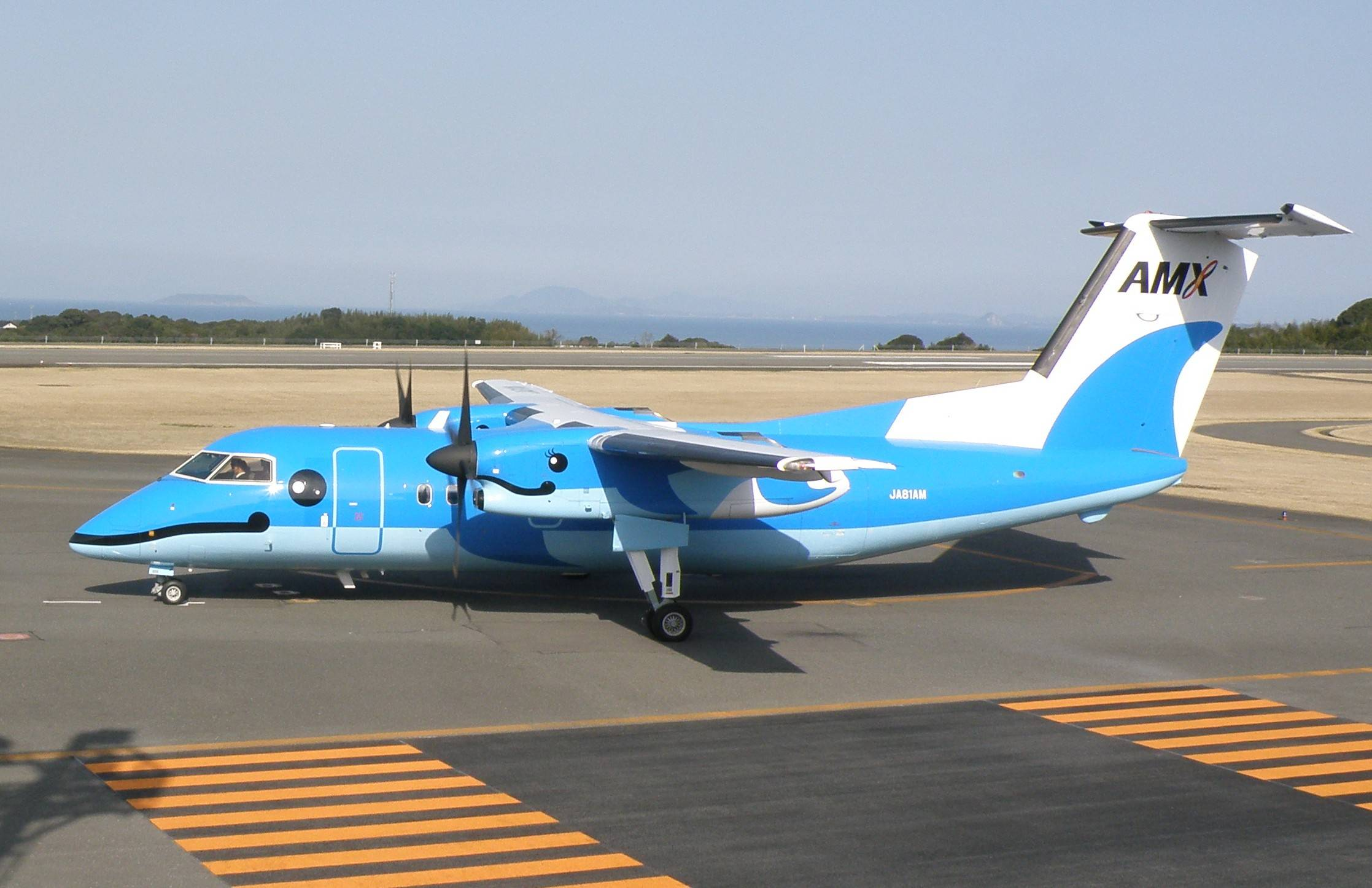
天草航空 Dash-8-103（已退役）

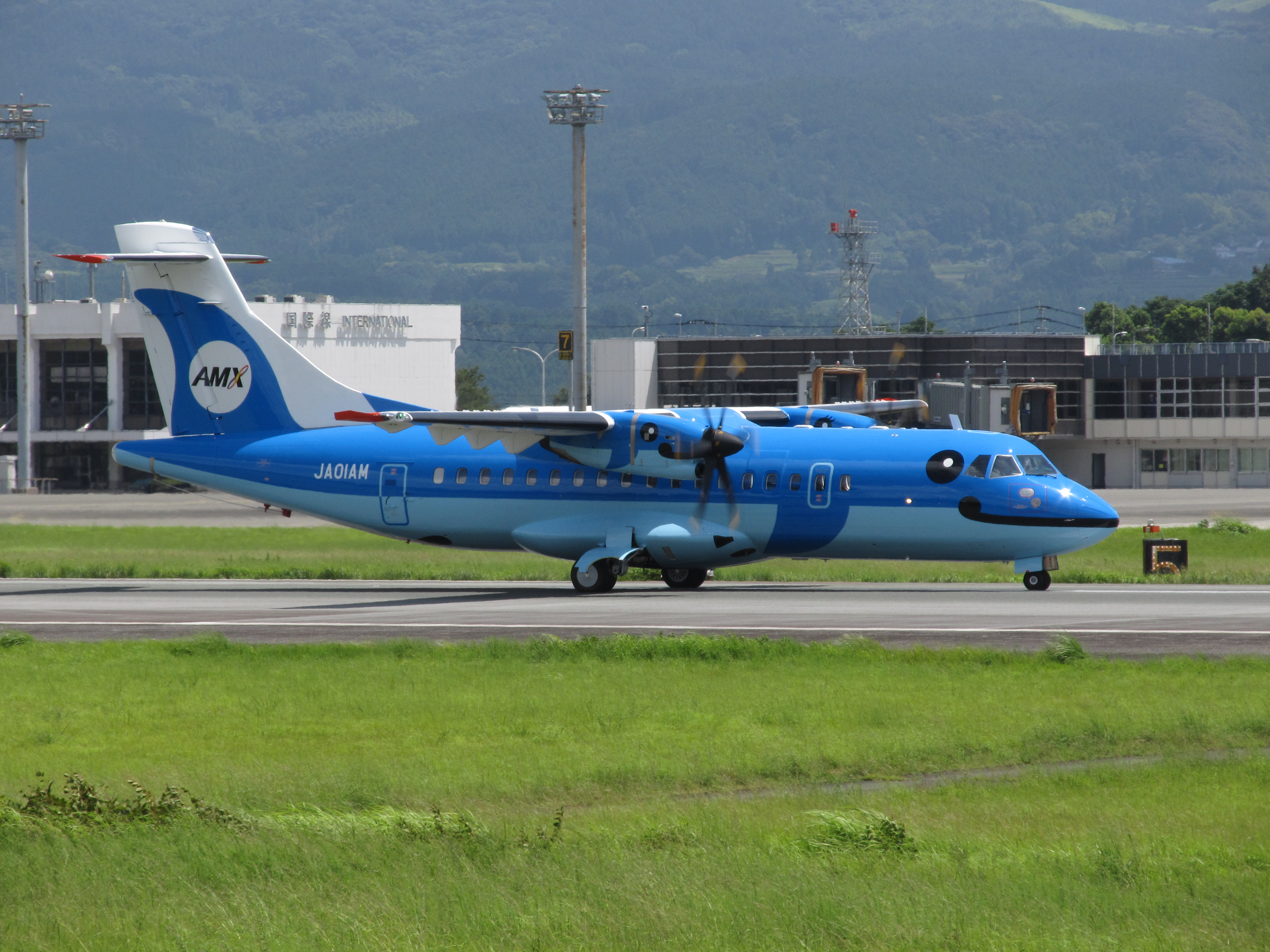
天草航空 ATR 42-600

Mizoka號（日語：みぞか号） 航空器註冊編號：JA01AM。2016年2月20日启用。座位數：48。
AS365N3
雲雀（日语： Hibari） 航空器註冊編號：JA15KM。天草航空整備和運用，熊本縣防災消防航空隊的消防防災直升機。

### 已退役機隊
DHC-8-103
舊 Mizoka號　航空器註冊編號：JA81AM。從2000年營運開始到2016年2月19日。座位數：39

## 外部連結
- 官方網頁（页面存档备份，存于）（日語）（英文）（繁體中文）

1. ↑  . コトバンク. 朝日新聞社. 2012-04-04  [2018-10-08]. （原始内容存档于2020-08-06）. 已忽略文本“和書 ” (帮助); 已忽略未知参数|url-status-date= (帮助)
2. 1 2 3 4  鳥海高太朗. . 東洋経済オンライン. 2014-05-04  [2018-10-08]. 已忽略文本“和書 ” (帮助)
3. ↑  鳥海高太朗. . 東洋経済オンライン. 2016-03-25  [2017-02-18]. 已忽略文本“和書 ” (帮助)
4. ↑  渡辺松雄. . 朝日新聞 (朝日新聞社). 2016-02-21: 朝刊 熊本全県版.
5. ↑  . 朝日新聞社. 2017-06-02. （原始内容存档于2021-06-03）.
6. ↑  . 国土交通省.   [2020-08-23]. 已忽略文本“和書” (帮助)
7. ↑  最終とりまとめ(案)PDF
8. ↑  . 国土交通省.   [2020-08-23]. 已忽略文本“和書” (帮助)
9. ↑  .   [2018-05-30]. 已忽略文本“和書” (帮助)

1. ↑   (新闻稿). 日本航空.   [2015-2-10].
2. ↑  天草エアライン - Facebook
3. ↑  【お知らせ】JAC社共通事業機運航期間について[]
4. ↑  【お詫び】6月30日/7月１日、2日、3日、4日の欠航便について（落雷に伴う整備作業）[]
5. ↑  運賃適用条件のご案内PDF - 天草エアライン